# تینو بواتسلی
تینو بواتسلی (ایتالیایی: Tino Buazzelli؛ ‏ ۱۳ سپتامبر ۱۹۲۲ – ۲۰ اکتبر ۱۹۸۰) بازیگر اهل ایتالیا بود.
از فیلم‌ها یا برنامه‌های تلویزیونی که وی در آن نقش داشته‌است، می‌توان به کنت آکوئیلا، شکار روباه، ارواح رم، چرخ‌وفلک ناپل، توده، توتو تارزان، شش همسر باربابلو، کارگر بازنده است، دل‌های شکسته، حمل و نقل، هیجان، دوشیزه‌ای برای شاهزاده، تبهکاران و سا ایرا - رودخانه شورش اشاره کرد.